# Station marine d'Endoume
La station marine d'Endoume (SME) est un institut de recherche en océanographie et biologie marine fondé en 1882 par Antoine-Fortuné Marion à Marseille, sur la presqu'île de Malmousque dans le quartier d'Endoume. Elle est la partie océanographique de l'observatoire des sciences de l'univers Institut Pythéas, du CNRS et de l'Université d'Aix-Marseille, qui regroupe aussi le Laboratoire d'astrophysique de Marseille (LAM), l'observatoire de Haute-Provence (OHP) et le département Gassendi.

## Historique
Le premier laboratoire de zoologie et biologie marine de province est fondé à Marseille en 1869. Antoine-Fortuné Marion en prend la direction en 1872 et initie l'édification et le développement de ce qui allait devenir la station marine d'Endoume dont le bâtiment historique a été construit entre 1883 et 1886,, à l'emplacement d'une ancienne batterie côtière. À cette époque, la station marine est le siège de recherches actives sur la faune des écosystèmes du golfe de Marseille et elle abrite pendant plus d'un demi-siècle l’un des tout premiers aquariums publics en France, avec celui de Biarritz, celui de Dinard et celui de la  Porte Dorée à Paris. L’établissement, ouvert en 1906, recevait 20 000 visiteurs chaque année.
L'aquarium, devenu vétuste, ferme dans les années 50. La station marine d'Endoume s'agrandit avec l'accession à sa direction de Jean-Marie Pérès. En 1954, le premier DEA d'océanographie-biologie de France est créé dans le laboratoire de la Station marine. Elle devient un haut lieu de l'océanologie avec l'apparition de nouvelles thématiques de recherche : benthos, microbiologie, sédimentologie, hydrologie, biochimie. La Station marine est intégrée depuis 1983 dans le Centre d'océanologie de Marseille qui est également implanté sur le campus de Luminy.

## Architecture
Le bâtiment d'origine comprend une seule aile bordée, à sa droite, d'une tourelle arrondie contenant l'escalier principal. Il est prolongé par une terrasse flanquée de part et d'autre de deux escaliers en pierre. Inauguré en 1889 par Fortuné Marion, ce bâtiment d'origine fut tout d'abord remis en état en 1954 par Jean-Marie Pérès, lequel fera connaître trois autres époques à la construction :
- le bâtiment 2 (1958), à angle droit du bâtiment d'origine, côté mer : laboratoires et appartements privés du Directeur de la station. L'escalier extérieur gauche, dont on trouve encore la trace, fut sacrifié à cette occasion.
- le bâtiment 3 (1963), prolongement de 850 m2, côté nord : laboratoires, ateliers, local à filets à plancton et chambres,
- le bâtiment 4 (1966), construction indépendante des trois autres, d'une surface de 1 080 m2, réalisée en surplomb de l'anse des Cuivres : laboratoires, salle de conférence, salles de travaux pratiques et réfectoire.

Le projet de bâtiment 5, qui devait se situer au-dessus du jardin du laboratoire, ne vit jamais le jour faute de financements.
Ces constructions successives, si elles ont augmenté la capacité d'accueil de la station, ont cependant enlaidi le bâtiment d'origine, comme en témoignent les images ci-après. Citons à ce propos Patrick Arnaud :

« Il est tout à fait regrettable que le style de ces bâtiments soit si mal accordé à celui du bâtiment d'origine, si peu adapté au site côtier naturellement pittoresque, et inutilement hétéroclite. »

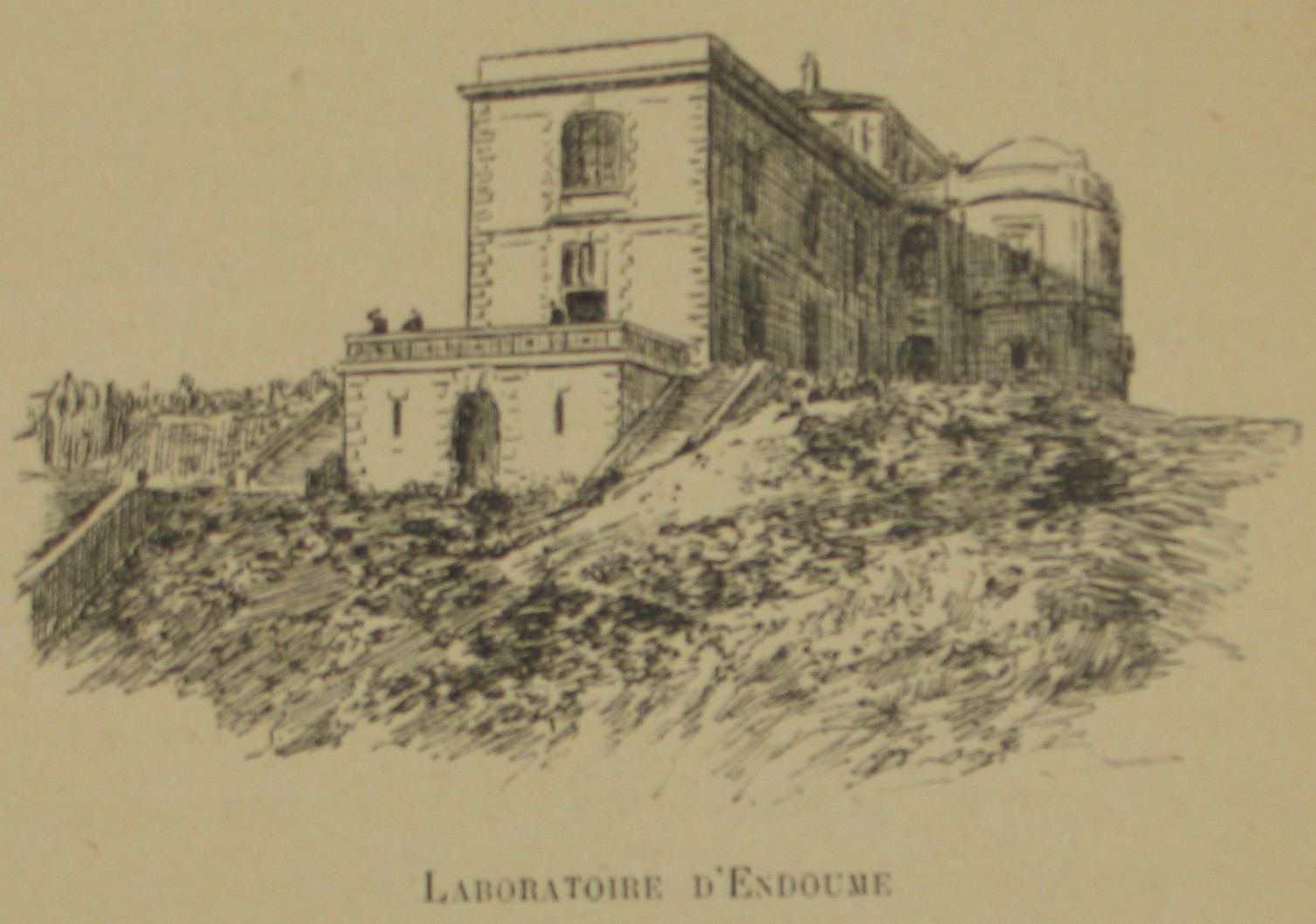
Le « Laboratoire d'Endoume » en 1897. Notez les deux escaliers symétriques.
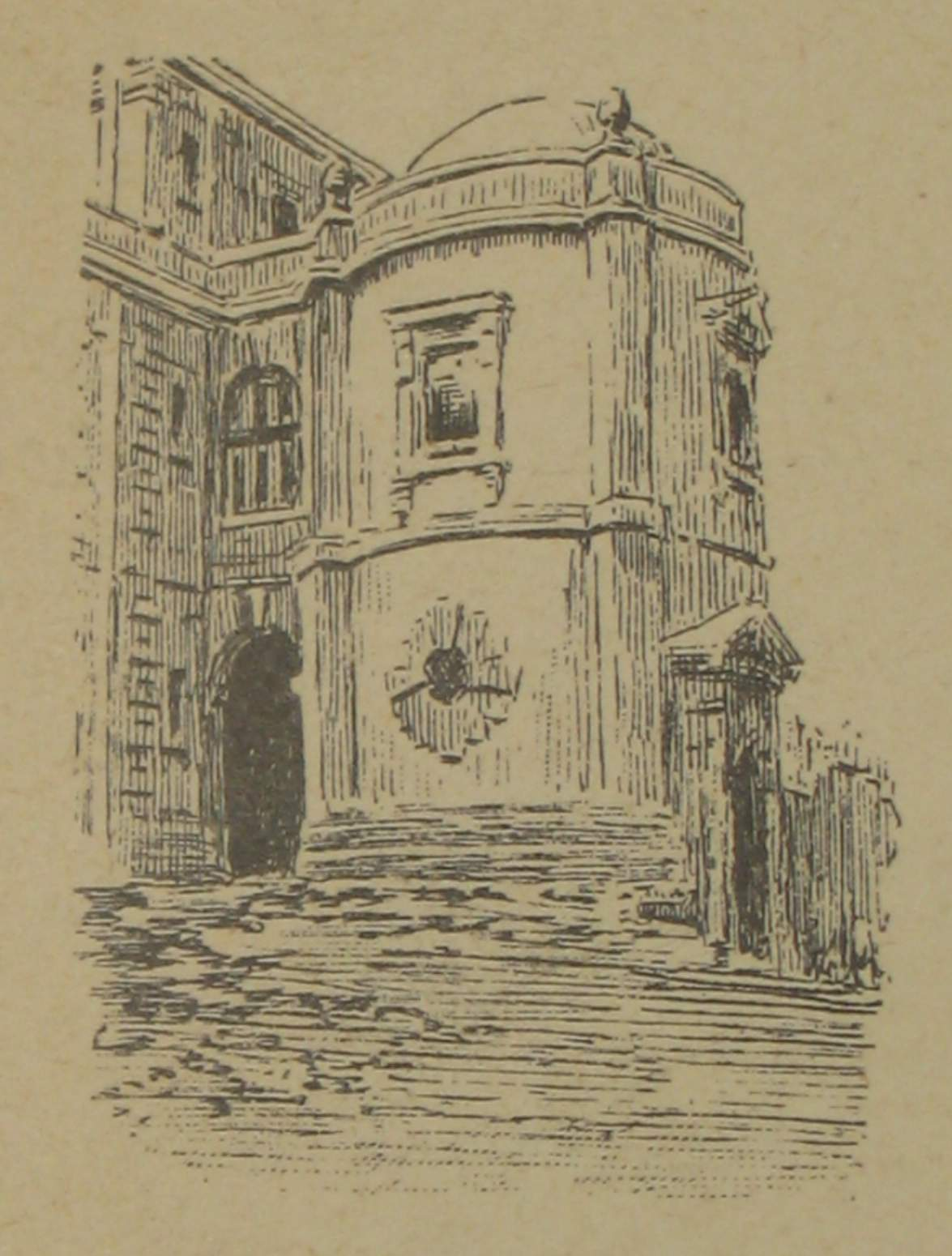
Entrée du « Laboratoire d'Endoume » en 1897.
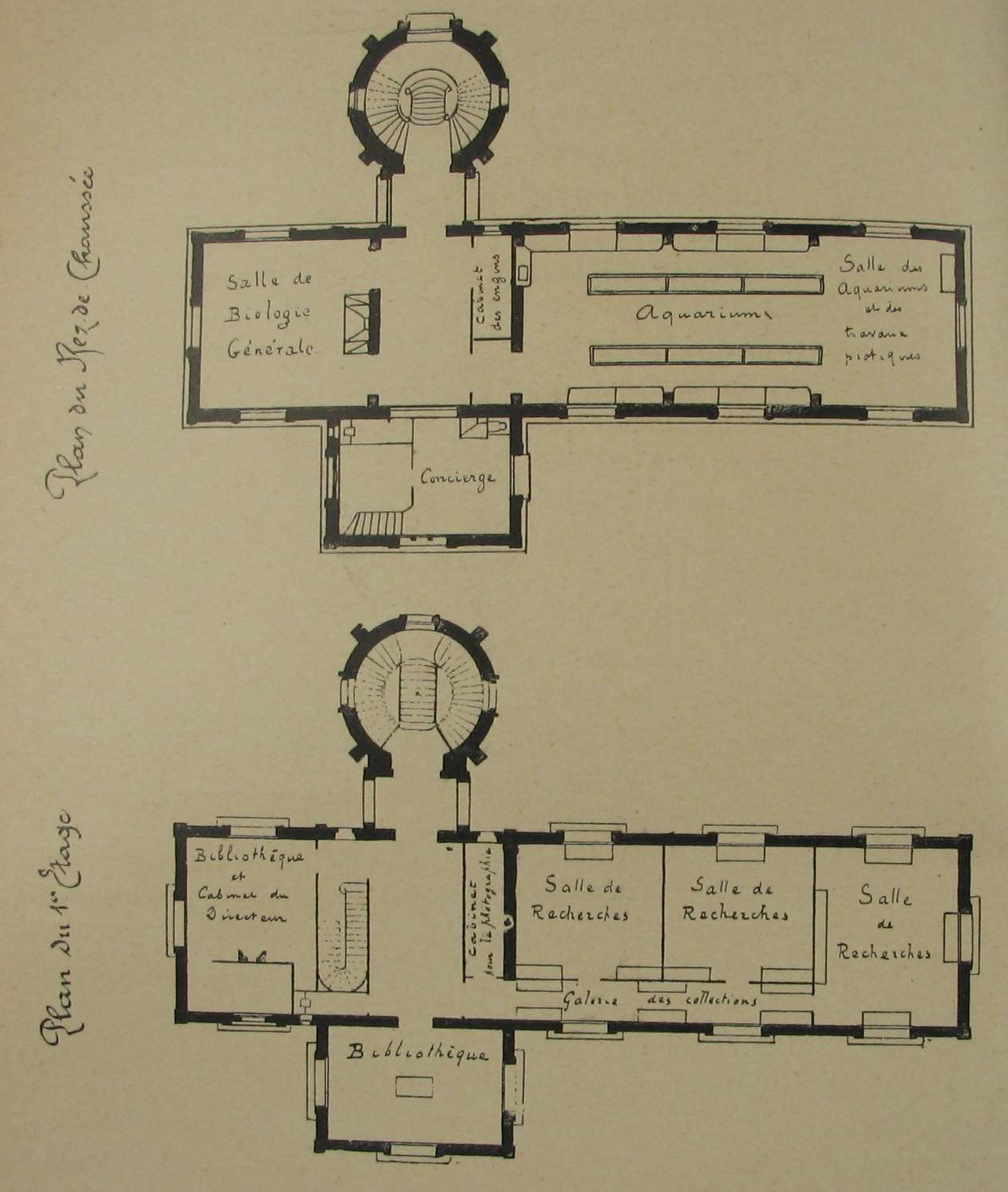
Plan du « Laboratoire d'Endoume » en 1897.
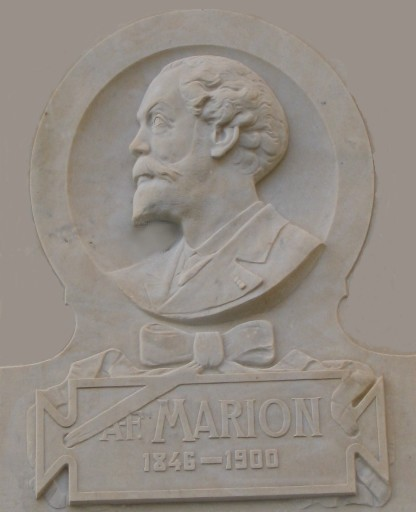
Médaillon de A.-F. Marion sur le mur Est de la Station.
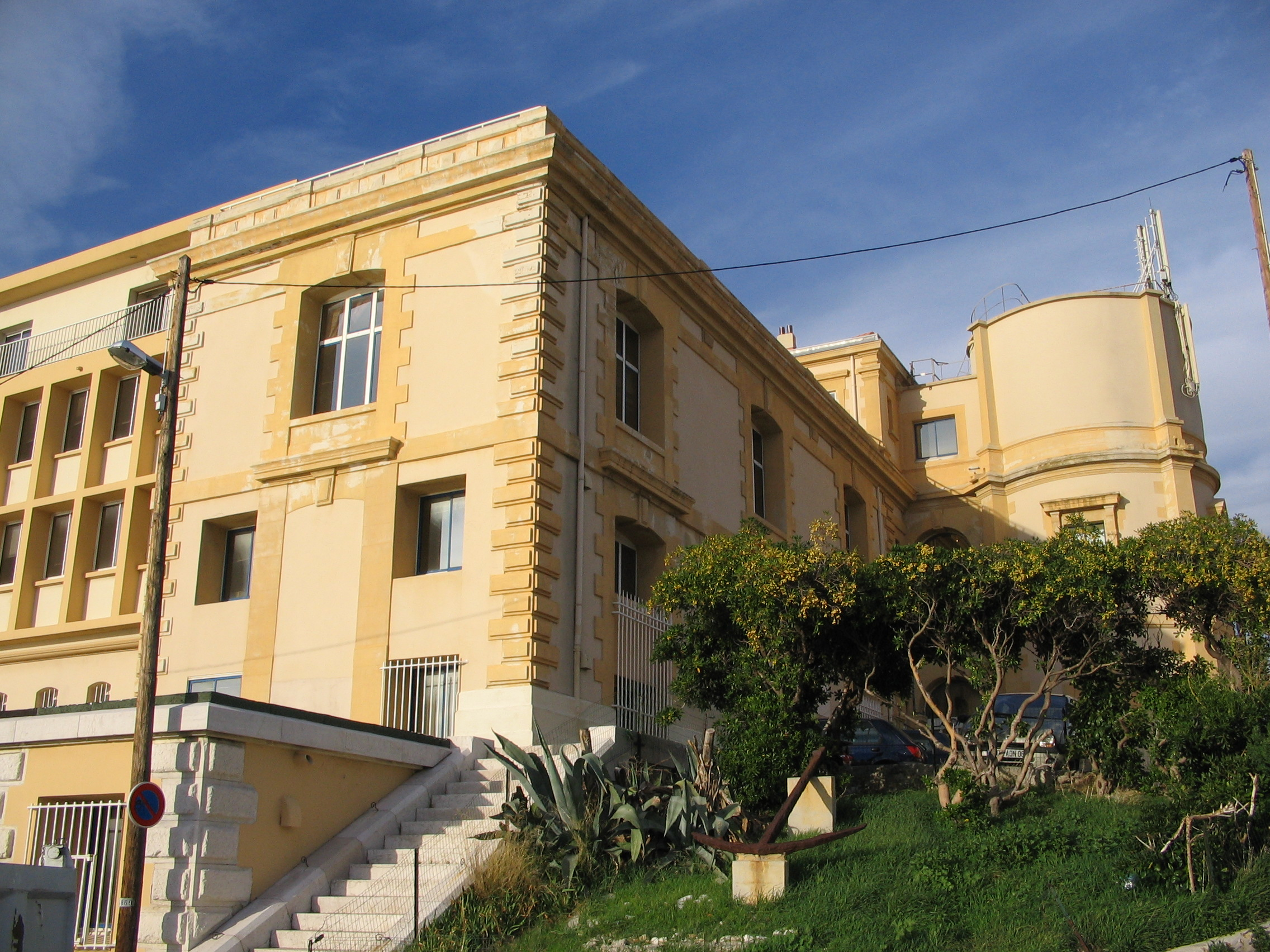
Station marine d'Endoume en 2009. Seul l'escalier Est subsiste. On aperçoit le bâtiment 2 à gauche.

Le 12 octobre 1989, Jean-Marie Pérès et Robert Vigouroux, Maire de Marseille, ont célébré le centenaire de la station marine d'Endoume, en dévoilant une plaque commémorative scellée juste au-dessous du profil de A.-F. Marion.

## Personnalités liées à l'école marseillaise de biologie marine

### Les pionniers
De nombreux biologistes marins natifs de Marseille, ou simplement liés à cette ville, furent des pionniers de l'école marseillaise de biologie marine. Certains furent directement aux côtés du fondateur de l'ex « Laboratoire Marion ».
- Constantine Samuel Rafinesque (1783-1840) : plusieurs fois cité par Polydore Roux (1792-1833) dans son étude sur les crustacés ;
- Auguste Alphonse Derbès (1808-1894) :  qui étudia notamment la reproduction des oursins ;
- Louis Roule (1861-1942) : biologiste marin, ichtyologiste et embryologiste  ;
- Pierre Stephan (1876-1907)[Note 1] : cofondateur en 1902 de la Réunion biologique de Marseille, filiale de la Société de biologie.

### Directeurs successifs de la station marine

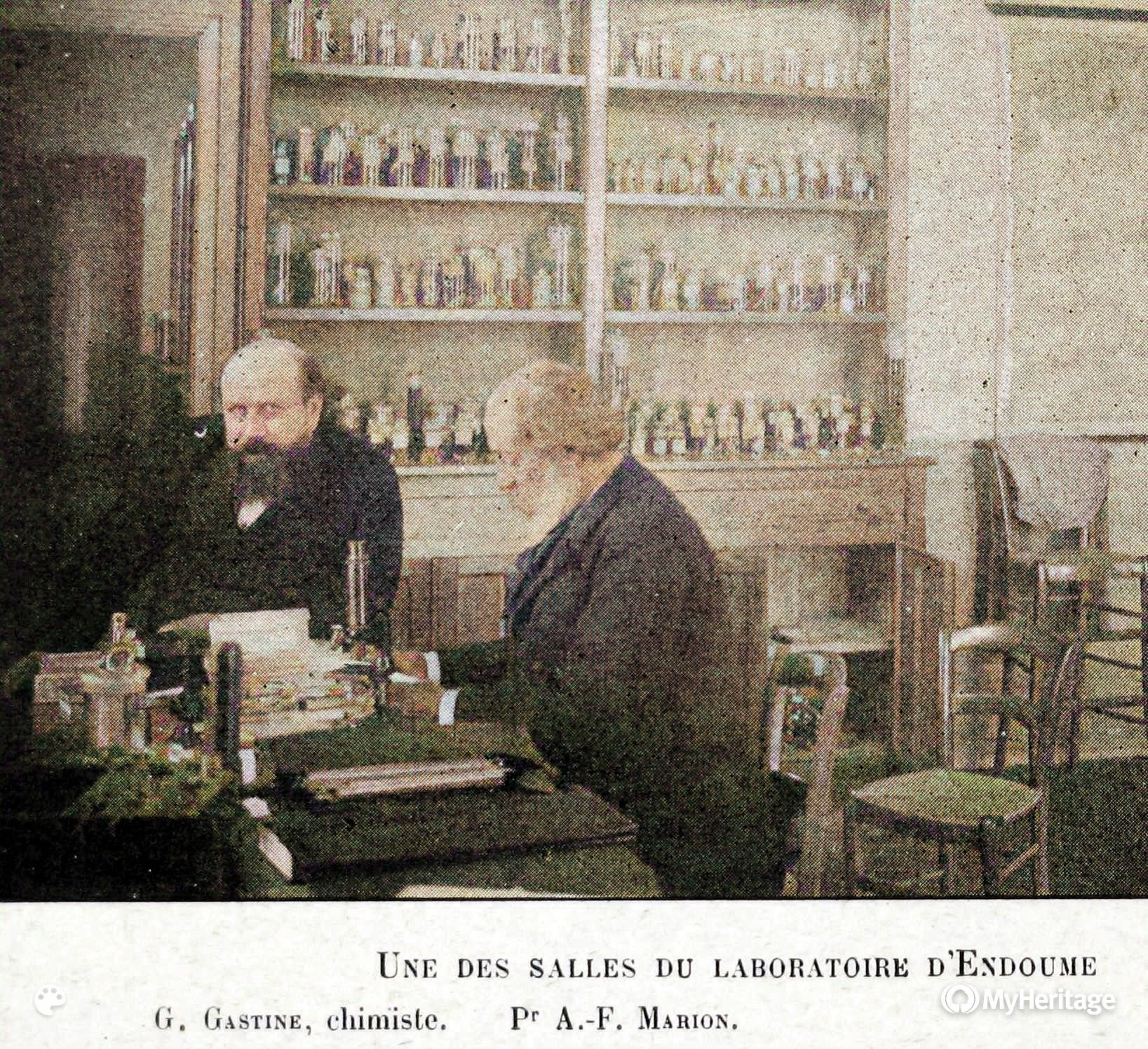
G. Gastine et A.-F. Marion dans une salle du laboratoire d'Endoume vers 1897.

Il a fallu attendre 1989, et le livre de Arnaud et Beurois, pour reconstituer une première liste des directeurs successifs de la SME depuis 1872. Cette chronologie a été complétée jusqu'à l'année 2011 :
| Nom,                                                                                       | Titre | Années                        |
| ------------------------------------------------------------------------------------------ | --- | ----------------------------- |
| Antoine-Fortuné Marion Paul Gourret (sous-directeur)                                       | Professeur de sciences naturelles Professeur de zoologie à l'école de médecine de Marseille                 | 1872-1900 1893-…              |
| Étienne Jourdan (Professeur) Paul Gourret (sous-directeur) Pierre Stephan (sous-directeur) | Professeur de physiologie Professeur de zoologie                                                            | 1900-1919 1900-1903 1903-1907 |
| Gaston Darboux, Jules Cotte (sous-directeur)                                               | Professeur de Zoologie, spécialiste des vers marins du genre Aphrodite Spécialiste des spongiaires          | 1919-1921                     |
| Albert Vayssière,                                                                          | Professeur spécialiste des mollusques opisthobranches                                                       | 1921-1924                     |
| Maximilien Kollmann George Petit (sous-directeur) Jean-Marie Pérès (sous-directeur)        | Professeur de Zoologie Maître de conférences en Biologie animale Maître de conférences en zoologie comparée | 1925-1948 1938-1947 1947-1948 |
| Jean-Marie Pérès Christian Emig (Directeur-adjoint)                                        | Professeur, membre de l'Institut Directeur de recherche au CNRS                                             | 1948-1983 1978-1982           |
| François Blanc Henri Massé (Directeur adjoint)                                             | Professeur                                                                                                  | 1983-1996 1987-1996           |
| Lucien Laubier                                                                             | Professeur                                                                                                  | 1996-2001                     |
| Ivan Dekeyser                                                                              | Professeur                                                                                                  | 2001-2011                     |

## Recherche à la Station marine

### L’École de bionomie benthique d'Endoume
Outre les travaux antérieurs à 1948, la station marine a mené entre 1950 et 1982, sous l’impulsion de Jean-Marie Pérès, des travaux portant sur la bionomie benthique. La Station marine a développé une longue tradition de biologie systématique et elle a abrité des spécialistes renommés de groupes zoologiques tels que les éponges, les annélides, les lophophorates (brachiopodes et phoronidiens) ou les bryozoaires. Des scientifiques de la Station ont par exemple découvert pour la première fois une éponge carnivore vivant dans une grotte sous-marine près de Marseille. En 1985, le journal scientifique de biologie marine Téthys, publiée depuis 1969, est supprimé définitivement, signant la fin de ce qui était connu sous le nom d’Ecole d’Endoume.
En 2007, la station marine d'Endoume se vit menacée par un projet de relocalisation qui visait à abandonner le bâtiment historique de Malmousque pour réunir toutes les activités scientifiques du Centre d'océanologie de Marseille sur le campus de Luminy, à l'intérieur des terres. Ce projet qui pouvait être lié à des convoitises immobilières, rencontra alors de vives oppositions au sein de la communauté scientifique car il remettait en cause l'accès à la mer nécessaire pour de nombreuses thématiques développées dans ce laboratoire.
Sans que ce projet d'abandon soit réalisé, l'année 2011 voit néanmoins le bâtiment être intégré à l'entité connue sous le nom générique de Centre d’Océanologie de Marseille, entérinant ainsi la disparition de l’appellation Station Marine d'Endoume, point final à 125 ans d'histoire inaugurée en 1886 par A. F. Marion.

### Les recherches génétiques et chimiques
Dès 2008, la Station marine abritait principalement le laboratoire DIMAR mais également des composantes des laboratoires LOBP et LMGEM. Les recherches menées s'inscrivent, pour partie[Laquelle ?], dans la longue tradition systématique avec le développement de la phylogénie moléculaire et de la Biologie évolutive du développement (évo-dévo) appliqués à de nombreux groupes organismes marins comme les éponges ou les chaetognathes. Au cours des dernières années[Lesquelles ?], de nouveaux axes de recherches  comme la génétique des populations ont été développés. L'expertise des scientifiques de la station est par ailleurs reconnue[Par qui ?] dans l'évaluation des conséquences du réchauffement climatique et de l'impact des activités humaines sur l'environnement.
Depuis janvier 2012, le site rénové a trouvé une nouvelle attribution : il abrite l’IMBE,. Le laboratoire MIO, dirigé par Richard Sempéré (Directeur de recherche au CNRS), est créé le 1er janvier 2012, à la suite de la fusion des trois unités LMGEM, LOPB et DIMAR,.

En 2015, une nouvelle plate-forme de recherche d'acronyme « MALLABAR » (Métabolomique Appliquée à L'étude de LA Biodiversité mARine) est inaugurée à la station océanographique. Ce plateau de recherche a vocation à : 

« 1) promouvoir une recherche sur la chimiodiversité marine dans un souci de développement durable ;
2) étudier les mécanismes à l'origine de la biodiversité et de la chimiodiversité marine [...] couplant taxonomie traditionnelle, barcoding moléculaire et métabolomique ;
3) expliquer les effets de perturbations sur les écosystèmes benthiques par la "métabolomique" environnementale et autres approches « Omiques » (génomique, transcriptomique). »

À cette occasion le nom Station Marine d'Endoume semble avoir été rendu au bâtiment historique.